# Bahnrad-Weltcup 2004/05
Der UCI-Bahnrad-Weltcup 2004/2005 war ein Wettbewerb im Bahnradsport, der in mehreren Läufen zwischen dem 5. November 2004 und dem 20. Februar 2005 ausgetragen wurde.

## Resultate

### Männer
| Disziplin                                              | Sieger                                                                       | Zweiter                                                                             | Dritter                                                                          |
| Moskau, Russland – 5. bis 7. November 2004             | Moskau, Russland – 5. bis 7. November 2004                                   | Moskau, Russland – 5. bis 7. November 2004                                          | Moskau, Russland – 5. bis 7. November 2004                                       |
| ------------------------------------------------------ | ---------------------------------------------------------------------------- | ----------------------------------------------------------------------------------- | -------------------------------------------------------------------------------- |
| Keirin                                                 | Sergej Ruban                                                                 | Grégory Baugé                                                                       | Ivan Vrba                                                                        |
| 1000-Meter-Zeitfahren                                  | Jason Queally                                                                | Sören Lausberg                                                                      | Alois Kaňkovský                                                                  |
| Scratch                                                | James Carney                                                                 | Geraint Thomas                                                                      | Matthew Gilmore                                                                  |
| Einerverfolgung                                        | Wolodymyr Djudja                                                             | Rob Hayles                                                                          | Jens Mouris                                                                      |
| Mannschaftsverfolgung                                  | Ukraine Wolodymyr Djudja Roman Kononenko Witalij Popkow Wolodymyr Sahorodnij | Niederlande Jens Mouris Peter Schep Wim Stroetinga Niki Terpstra                    | Russland Sergei Klimow Anton Mindlin Alexander Serow Nikolai Trussow             |
| Sprint                                                 | Sergiy Ruban                                                                 | Grégory Baugé                                                                       | Teun Mulder                                                                      |
| Punktefahren                                           | Peter Schep                                                                  | Petr Lazar                                                                          | Luis Fernando Sepúlveda                                                          |
| Teamsprint                                             | Deutschland Sören Lausberg Michael Seidenbecher Jan van Eijden               | Frankreich Grégory Baugé Hervé Gané Matthieu Mandard                                | Russland Dmitriy Leopold Sergey Polynskiy Sergiy Ruban                           |
| Zweier-Mannschaftsfahren                               | Belgien Matthew Gilmore Iljo Keisse                                          | Tschechien Martin Bláha Petr Lazar                                                  | Slowakei Martin Liška Jozef Žabka                                                |
| Los Angeles, Vereinigte Staaten – 10. bis 12. Dezember |                                                                              |                                                                                     |                                                                                  |
| Keirin                                                 | Teun Mulder                                                                  | Arnaud Tournant                                                                     | José Antonio Villanueva                                                          |
| 1000-Meter-Zeitfahren                                  | Theo Bos                                                                     | Jason Queally                                                                       | Ben Kersten                                                                      |
| Scratch                                                | Alex Rasmussen                                                               | Siarhei Daubniuk                                                                    | José Medina                                                                      |
| Einerverfolgung                                        | Robert Bartko                                                                | Michail Ignatjew                                                                    | Sergi Escobar                                                                    |
| Mannschaftsverfolgung                                  | Deutschland Robert Bartko Robert Bengsch Henning Bommel Leif Lampater        | Neuseeland Jason Allen Tim Gudsell Peter Latham Marc Ryan                           | Ukraine Wolodymyr Djudja Roman Kononenko Ljubomyr Polatajko Wolodymyr Sahorodnij |
| Sprint                                                 | Mickaël Bourgain                                                             | Arnaud Tournant                                                                     | Kazuya Narita                                                                    |
| Punktefahren                                           | Michail Ignatjew                                                             | Colby Pearce                                                                        | Chris Newton                                                                     |
| Teamsprint                                             | Niederlande Theo Bos Teun Mulder Tim Veldt                                   | Deutschland Carsten Bergemann Matthias John Stefan Nimke                            | Frankreich Mickaël Bourgain Didier Henriette Arnaud Tournant                     |
| Zweier-Mannschaftsfahren                               | Deutschland Robert Bartko Leif Lampater                                      | Tschechien Martin Bláha Petr Lazar                                                  | Russland Michail Ignatjew Nikolai Trussow                                        |
| Vereinigtes Königreich, Manchester – 7. bis 9. Januar  |                                                                              |                                                                                     |                                                                                  |
| Keirin                                                 | René Wolff                                                                   | Mickaël Bourgain                                                                    | Shane Kelly                                                                      |
| 1000-Meter-Zeitfahren                                  | Chris Hoy                                                                    | Ben Kersten                                                                         | Stefan Nimke                                                                     |
| Scratch                                                | Jérôme Neuville                                                              | Wolodymyr Rybin                                                                     | Ioannis Tamouridis                                                               |
| Einerverfolgung                                        | Sergi Escobar                                                                | Rob Hayles                                                                          | Levi Heimans                                                                     |
| Mannschaftsverfolgung                                  | Vereinigtes Königreich Steven Cummings Rob Hayles Paul Manning Chris Newton  | Spanien Carlos Castaño Panadero Guillermo Ferrer Garcia Asier Maeztu Carlos Torrent | Deutschland Christian Bach Robert Bengsch Henning Bommel Leif Lampater           |
| Sprint                                                 | Mickaël Bourgain                                                             | Łukasz Kwiatkowski                                                                  | José Antonio Villanueva                                                          |
| Punktefahren                                           | Wassil Kiryjenka                                                             | Nikita Jeskow                                                                       | Colby Pearce                                                                     |
| Teamsprint                                             | Vereinigtes Königreich Chris Hoy Craig MacLean Jason Queally                 | Polen Rafa Furman Łukasz Kwiatkowski Damian Zieliński                               | Japan Kazuya Narita Yusho Oikawa Kazunari Watanabe                               |
| Zweier-Mannschaftsfahren                               | Frankreich Andy Flickinger Jérôme Neuville                                   | Belgien Kenny De Ketele Wouter Van Mechelen                                         | Deutschland Leif Lampater Andreas Müller                                         |
| Sydney, Australien – 18. bis 20. Februar               |                                                                              |                                                                                     |                                                                                  |
| Keirin                                                 | Theo Bos                                                                     | Laurent Gané                                                                        | Pavel Buráň                                                                      |
| 1000-Meter-Zeitfahren                                  | Ben Kersten                                                                  | Tim Veldt                                                                           | François Pervis                                                                  |
| Scratch                                                | Wim Stroetinga                                                               | Alex Rasmussen                                                                      | Greg Henderson                                                                   |
| Einerverfolgung                                        | Levi Heimans                                                                 | Ed Clancy                                                                           | Iwan Kowaljow                                                                    |
| Mannschaftsverfolgung                                  | Neuseeland Jason Allen Hayden Godfrey Greg Henderson Marc Ryan               | Vereinigtes Königreich Matthew Brammeier Mark Cavendish Ed Clancy Tom White         | Australien Richard England Sean Finning Matthew Goss Miles Olman                 |
| Sprint                                                 | Theo Bos                                                                     | Jobie Dajka                                                                         | Arnaud Tournant                                                                  |
| Punktefahren                                           | Wolodymyr Rybin                                                              | Ioannis Tamouridis                                                                  | Sean Finning                                                                     |
| Teamsprint                                             | Frankreich Grégory Baugé François Pervis Arnaud Tournant                     | Japan Kazuya Narita Yusho Oikawa Kazunari Watanabe                                  | Australien Jobie Dajka Joel Leonard Ben Kersten                                  |
| Zweier-Mannschaftsfahren                               | Ukraine Dmytro Hrabowskyj Wolodymyr Rybin                                    | Dänemark Michael Mørkøv Alex Rasmussen                                              | Vereinigtes Königreich Mark Cavendish Tom White                                  |

### Frauen
| Disziplin                                              | Siegerin                              | Zweite                                | Dritte                                |
| Moskau, Russland – 5. bis 7. November                  | Moskau, Russland – 5. bis 7. November | Moskau, Russland – 5. bis 7. November | Moskau, Russland – 5. bis 7. November |
| ------------------------------------------------------ | ------------------------------------- | ------------------------------------- | ------------------------------------- |
| Keirin                                                 | Susan Panzer                          | Tamilla Abassowa                      | Christin Muche                        |
| 500-Meter-Zeitfahren                                   | Tamilla Abassowa                      | Yvonne Hijgenaar                      | Elisa Frisoni                         |
| Scratch                                                | Apollinaria Bakowa                    | Oksana Kostenko                       | Annalisa Cucinotta                    |
| Einerverfolgung                                        | Oksana Kostenko                       | Ljudmyla Wypyrajlo                    | Marlijn Binnendijk                    |
| Sprint                                                 | Tamilla Abassowa                      | Chian Fang                            | Christin Muche                        |
| Punktefahren                                           | Ljudmyla Wypyrajlo                    | Rebecca Bertolo                       | Apollinaria Bakowa                    |
| Los Angeles, Vereinigte Staaten – 10. bis 12. Dezember |                                       |                                       |                                       |
| Keirin                                                 | Victoria Pendleton                    | Anna Meares                           | Natalja Zilinskaja                    |
| 500-Meter-Zeitfahren                                   | Natalja Zilinskaja                    | Elisa Frisoni                         | Yvonne Hijgenaar                      |
| Scratch                                                | Julia Arustamowa                      | Eleonora Soldo                        | Emma Davies                           |
| Einerverfolgung                                        | Katie Mactier                         | Emma Davies                           | Jelena Tschalych                      |
| Sprint                                                 | Natalja Zilinskaja                    | Tamilla Abassowa                      | Elisa Frisoni                         |
| Punktefahren                                           | Erin Mirabella                        | Alexis Rhodes                         | Adrie Visser                          |
| Manchester, Vereinigtes Königreich – 7. bis 9. Januar  |                                       |                                       |                                       |
| Keirin                                                 | Natalja Zilinskaja                    | Susan Panzer                          | Jennie Reed                           |
| 500-Meter-Zeitfahren                                   | Tamilla Abassowa                      | Victoria Pendleton                    | Elisa Frisoni                         |
| Scratch                                                | Katherine Bates                       | Rebecca Quinn                         | Virginie Moinard                      |
| Einerverfolgung                                        | Katherine Bates                       | Emma Davies                           | Karin Thürig                          |
| Sprint                                                 | Christin Muche                        | Victoria Pendleton                    | Tamilla Abassowa                      |
| Punktefahren                                           | Katherine Bates                       | Vera Carrara                          | Alexis Rhodes                         |
| Sydney, Australien – 18. bis 20. Februar               |                                       |                                       |                                       |
| Keirin                                                 | Anna Meares                           | Guo Shuang                            | Jennie Reed                           |
| 500-Meter-Zeitfahren                                   | Yvonne Hijgenaar                      | Elisa Frisoni                         | Lori-Ann Muenzer                      |
| Scratch                                                | Annalisa Cucinotta                    | Katherine Bates                       | Catherine Sell                        |
| Einerverfolgung                                        | Marlijn Binnendijk                    | Dales Tye                             | Tazzjana Scharakowa                   |
| Sprint                                                 | Anna Meares                           | Guo Shuang                            | Yvonne Hijgenaar                      |
| Punktefahren                                           | Rochelle Gilmore                      | Giorgia Bronzini                      | Yun Mei Wu                            |